# 丁廷模
丁廷模（1936年5月—），汉族，贵州省普定县人，中华人民共和国政治人物。

## 生平
1952年11月至1958年1月，任中国新民主主义青年团贵州省贵阳市委学生工作部副部长、团市委委员。1956年12月，加入中国共产党。1958年1月至1962年8月，任贵州省贵阳市三江农场生产大队副队长、生产队队长。1962年8月至1968年2月，在贵州大学中文系学习。1968年2月至1980年1月，在贵州省绥阳县温泉区劳动锻炼，任县文化馆工作员、中学教研组组长。1980年1月至1982年2月，任贵州省贵阳晚报社编辑、编辑组组长、编委。1982年2月至1985年4月，任中共贵州省贵阳市委办公厅综合处处长、市委常委、市委宣传部部长、中共贵阳市委副书记。1985年4月至1990年8月，任中共贵州省委副书记。1990年8月至1998年1月，任中共广西壮族自治区委副书记。1998年1月至2002年2月，任广西壮族自治区人大常委会副主任。1985年9月中共全国代表会议增选中共第十二届候补委员、十三届中央候补委员。